# جورج بيرنهام إيفز
جورج بيرنهام إيفز (بالإنجليزية: George Burnham Ives)‏ هو كاتب ومترجم ومحامي أمريكي، ولد في 18 أكتوبر 1856 في مقاطعة إسكس في الولايات المتحدة، وتوفي في 1930 في سالم في الولايات المتحدة.